# Кох, Теренс
Теренс Кох (англ. Terence Koh, род. 1977 в Китае, живёт и работает в Нью-Йорке, США) — современный художник, работает с различными медиа. Создает преимущественно скульптуры и инсталляции, как правило, из недолговечных материалов.

## Биография и творчество

### 2003
Начало карьеры Теренса Коха трудно назвать удачным. В мае 2003 г. коллекционер Хавьер Перес (Javier Peres) открыл собственный галерейный бизнес. Для открытия галереи в Лос-Анджелесе он предложил персональную выставку Теренсу Коху, молодому нью-йоркскому художнику, известному тогда как «asianpunkboy», чей послужной список состоял на тот момент из сайта в Интернет и нескольких книг, сделанных вручную. Вернисаж выглядел странно. Художник-дизайнер и гей-икона Ryan McGinley был DJ, а в самой галерее не было произведений искусства. Через дыру в полу галереи можно было попасть в подвал, который Кох преобразовал в белое пространство, где жили два попугая-альбиноса. "Художественный мир Лос-Анджелеса отреагировал приблизительно так: «У вас была вечеринка, а не открытие, в вашей галерее нет искусства. Вы — шутка» — вспоминает Перес.

### 2006
Пролетело три года и толпы собрались посмотреть инсталляцию Коха на Арт-Базеле. Инсталляция, которая включала стеклянные витрины, содержащие покрытые золотом куски, обозначенные как экскременты Коха, стала одним из самых заметных произведений на выставке. Более десятка коллекционеров пожелали купить различные части инсталляции, чья общая цена приближалась к $ 500000. Даже в мире искусства, характеризующимся скоростью, с которой новые звезды появляются (и исчезают), показатели Теренса Коха феноменальны. После Арт-Базеля на престижном шоу в Кунстхалле в Цюрихе (Kunsthalle Zürich) Коху выделили более 8000 квадратных футов выставочного пространства. Кох заполнил одну комнату белым порошком, а другую — 1200 стеклянными витринами, составленными в форме лабиринта. Шестью неделями позже Чарльз Саатчи и куратор Норман Розенталь (Norman Rosenthal) пригласили Коха участвовать в выставке «USA Today», которая проходила в Королевской академии в Лондоне. Кох представил на шоу Crackhead, 222 витрины с гипсовыми головами внутри.

### 2007
Музей Уитни открыл свой сезон в январе 2007 персональной выставкой Теренса Коха на первом этаже, предназначенном для молодых художников. В октябре 2007 Кох возвращается в Нью-Йорк, где берет себе все здание на Canal Street, окрашивает все поверхности белым и превращает в новый дом для своего галерейного проекта в стиле фабрики — Asia Song Society (ass). Кох делит верхний этаж со своим старым другом Garrick Gott, графическим дизайнером. В подвале галереи — своего рода клуб для вечеринок представителей арт-тусовки, включающих таких персонажей как Дэн Колен, Banks Violette, Barnaby Furnas, Dash Snow и McGinley.

## Теренс Кох и Хавьер Перес
Отношения между художником и дилером могут быть чисто деловыми, но иногда они перерастают в нечто большее. «Хавьер был моим любовником, но сейчас он только мой дилер» — объясняет Кох. Художник говорит, что Перес понимает его с полуслова и помогает воплотить даже весьма экстравагантные проекты. Эта синергия — одна из причин успеха Коха на рынке. «Когда художник и дилер, которые отражают текущее время, работают вместе, как Теренс и Хавьер, все происходит быстро, как с Лео Кастелли, представлявшего Джаспера Джонса и Роя Лихтенштейна в начале шестидесятых годов», — говорит «ветеран» на рынке искусства, дилер Мэри Бун (Mary Boone), у которой подобное сотрудничество было с Джулианом Шнабелем и Дэвидом Салле. Коху повезло с дилером, который в состоянии финансировать (и продавать) все что он придумает. Перес потратил около $400,000 на сборочную линию в Берлине для производства 1400 витрин, необходимых для выставок Коха в Цюрихе и Лондоне. 28 ассистентов работали три месяца окрашивая в белый цвет объекты, купленные Кохом в секс-шопах и на блошиных рынках. Инвестиции Переса быстро окупились. Витрины в Кунстхалле были распроданы по цене от $ 65000 до $ 265000. Другие объекты — живопись белым шоколадом и скульптуры — проданы за $400,000. Кроме того, инсталляция в Королевской академии обошлась коллекционеру Чарльзу Саатчи более $ 200000. Эти высокие цены на молодого художника, даже с учетом огромных издержек на производство.

## Недолговечное искусство
Самым шокирующим является то, что коллекционеры готовы платить такие цены за недолговечные произведения. С самого начала Кох стал использовать необычные материалы, такие как шоколад, сперма, кровь, рвота, помада Шанель. Сначала Кох и Перес совершили ошибку продавая работы без учета их хрупкости. Покупатели потом обращались к ним с просьбой исправить или заменить произведение. Теперь ни одна работа Теренса не покидает галерею без подробного описания, потому что материалы художника весьма необычны. Кох иногда советуется с покупателями, когда произведение меняется, решая, следует ли заменить его, восстановить или оставить как есть. Коллекционеры Фил и Шелли Ааронс купили в 2004 работу под названием «Майкл Джексон, Майкл Джексон» — две фигуры Джексона, покрытые шоколадом, который стал белеть со временем. Теренс приехал к коллекционерам и сказал, что так даже лучше, потому что больше похоже на Майкла Джексона.

## Персональные выставки
- 2008 "Love for Eternity, " MUSAC, Леон, Испания
- 2008 "Captain Buddha, " curated by Dr. Martina Weinhart, Schirn Kunsthalle, Франкфурт, Германия
- 2008 «The Whole Family» Галерея Peres Projects в Лос-Анджелесе, Лос-Анджелес, США
- 2008 "Dirty Blind God, " de Pury & Luxembourg, Цюрих, Швейцария
- 2008 «Flowers For Baudelaire», Vito Schnabel, Нью-Йорк
- 2007 Whitney Museum of American Art, Нью-Йорк, США
- 2006 Kunsthalle Zürich, Цюрих, Швейцария
- 2006 «Buddha Fly Earth», Asia Song Society, Нью-Йорк
- 2006 Statements Art Basel, Peres Projects
- 2006 «Future Cock», Asia Song Society, Нью-Йорк
- 2005 Gone, yet still, Secession, Вена, Австрия
- 2005 «Mein Tod Mein Tod», Галерея Peres Projects в Берлине, Берлин, Германия
- 2004 «Koh & 50 Most Beautiful Boy», Галерея Peres Projects в Лос-Анджелесе, Лос-Анджелес, США
- 2004 «Do Not Doubt the Dangerousness of My Butterfly Song», Галерея Peres Projects в Лос-Анджелесе, Лос-Анджелес, США
- 2003 «The Whole Family», Peres Projects, Лос-Анджелес

## Работы
- 2009 whaling (недоступная ссылка)
- 2008-09 Untitled (Urinal)
- 2008 i am guiding myself true an impossible nectarine what then becomes of the camel (недоступная ссылка)
- 2008 i am in love with the sound of disco
- 2008 i will eat everything that is in my sight so that I can be as round as the world (недоступная ссылка)
- 2008 i sit at the back of a chinese rickshaw and feel nothing above me but a heaven then a white rose just like you (недоступная ссылка)
- 2008 Captain Buddha (недоступная ссылка)
- 2008 Raven Sits on Snowman Thinking of Earth From the moon (недоступная ссылка)
- 2008 Boy By The Sea (недоступная ссылка)
- 2008 Love for Eternity (недоступная ссылка)
- 2007 The Road to The Winterland of My Discontent, I Know Not Where I Lead (недоступная ссылка)
- 2007 ASTHMA AIR (недоступная ссылка)
- 2007 The shadow of gods hand touched my tail and I became blind for the rest of eternity (недоступная ссылка)
- 2007 Armageddon (недоступная ссылка)
- 2007 The Camel was God, the Camel was Shot
- 2007 My Path to Heaven. Are You Blind Bastard GOD (недоступная ссылка)
- 2007 God (недоступная ссылка)
- 2006 Untitled (Vitrines 5 — Secret Secrets)
- 2006 SPRUNGKOPF (Black Death) (недоступная ссылка)
- 2006 Crackhead
- 2006 Untitled (Double-Sided Head) (недоступная ссылка)
- 2006 Untitled (Chocolate Mountains) (недоступная ссылка)
- 2006 Untitled (C45)
- 2006 SPRUNGKOPF (недоступная ссылка)
- 2006 Untitled (Medusa)
- 2006 Big White Cock
- 2006 Untitled (40 Chocolate Cocaine Paintings) (недоступная ссылка)
- 2006 Untitled (powder room) (недоступная ссылка)
- 2005 Mein Tod Mein Tod (недоступная ссылка)
- 2005 Gone, Yet Still (Power, Power) (недоступная ссылка)
- 2005 The Voyage of Lady Midnight Snowdrops through Double Death Star (The Comet I Destroyed Again and Again, II) (недоступная ссылка)
- 2005 The Voyage of Lady Midnight Snowdrops through Double Death Star (THE BLACK TRUTH THAT IS ME AND ME) (недоступная ссылка)
- 2005 Untitled (недоступная ссылка)
- 2004 Temple of Golden Piss (недоступная ссылка)
- 2004 Pissy Missletoe (недоступная ссылка)
- 2004 Myth of a Myth, Mary (недоступная ссылка)
- 2004 Bottle Rack (недоступная ссылка)
- 2004 These decades that we never sleep, 2/2 (недоступная ссылка)
- 2004 These Decades that We Never Sleep, Black Drums
- 2004 These Decades that We Never Sleep, Black Light
- 2004 Do not doubt the dangerousness of my butterfly song, black
- 2003 Untitled 12 (3 STACKS OF TOWELS AND A WHITE HORSE)